# 手賀ハリストス正教会
手賀ハリストス正教会（てがはりすとすせいきょうかい）は、千葉県柏市にある日本ハリストス正教会の教会。

## 歴史
1879年（明治12年）に設立し、1883年（明治16年）に献堂された。1873年（明治6年）の五榜の掲示の撤廃により、江戸時代より続くキリスト教禁制が廃止された。正教会の修道司祭ニコライ（ニコライ堂の由来となった人物）は、さっそく布教活動を開始した。千葉県内では、主に北西部にて正教会の教会が設立されつつあった。1879年（明治12年）に同県南相馬郡手賀村で教会が設立された。その後、信徒の岩立藤蔵が民家を提供し、1883年（明治16年）に教会堂が献堂された。
1904年（明治37年）に日露戦争が勃発、正教会は「敵国の宗教」として風当たりが強くなった。その後も1917年（大正6年）のロシア革命とそれに伴うソビエト連邦の成立で、日本正教会の母体となっていたロシア正教会そのものも弾圧され、活動の沈滞を余儀なくされた。それでも1930年（昭和5年）頃までは、聖職者（神品）が常駐していたという。
戦後は聖職者が来ることもなくなり、1970年代初頭には信徒数7人にまで激減した。ところが、その頃から当教会の教会堂の歴史的価値（首都圏で現存する最古の教会堂）が認識されるようになり、当時の沼南町は歴史的文化財として買い取ることになった。これを機に、再び信仰が活発化、1974年（昭和49年）に新教会堂を新築し移転した。同時に再び聖職者が派遣されるようになった。旧教会堂は「旧手賀教会堂」として沼南町が整備することになった。
当教会には、正教会らしく聖画（イコン）を所蔵している。これはイコン画家として知られる山下りんによって制作されたものである。千葉県の文化財に指定されているが、信仰の対象であるため非公開である。その代わりに旧手賀教会堂には、その聖画のレプリカが置かれている。

## 文化財
- 聖画（千葉県指定有形文化財 平成24年3月16日指定）[5]

## 交通アクセス
- 路線バス手賀停留所より徒歩10分。